# 愛知県立瀬戸西高等学校
愛知県立瀬戸西高等学校（あいちけんりつ せとにしこうとうがっこう）は、愛知県瀬戸市緑町一丁目にある公立高等学校。最寄駅は愛知環状鉄道・愛知環状鉄道線の瀬戸口駅。

## 概要
校舎は、瀬戸市南部の丘陵地に設置されており、周辺の住宅地よりも高い位置にある。このため、景色を遮る建物が少なく、校舎からは数十キロメートル離れた伊吹山や御嶽山、校歌にも歌われている猿投山を見ることができる。
2013年（平成25年）より、瀬戸西高等学校は、愛知県教育委員会が定める「あいちスーパーイングリッシュハブスクール」に指定されている。このため、校舎には外国語指導助手（ALT）が常駐し、愛知県立大学外国語学部と連携した英語教育が行われている。

## 設置学科
愛知県公立高等学校入学試験一般入試では、2007年（平成19年）度より尾張第2群のAグループに属することになった。2009年（平成21年）度までは定員280名だったが、2010年（平成22年）度には40名増えて320名となった。
- 全日制・普通科

## 沿革
- 1978年（昭和53年）- 開校[2]。
- 2007年（平成19年）- 創立30周年記念行事実施。

## 校歌
- 鈴木まこと：作詞／石井歓：作曲[5]。

## 教育方針
教育目標として「知・情・意」を設定し、学力向上に励む、思いやりを持った、目的意識を持つ生徒の育成を目指している。

## 生徒会活動・部活動

### 運動部
- 剣道部[6]
- 硬式テニス部[6]
- サッカー部[6]
- 水泳部[6]
- ソフトボール部[6]
- 卓球部[6]
- ハンドボール部[6]
- バドミントン部[6]
- バレーボール部[6]
- ラグビー部[6]
- 陸上競技部[6]

### 文化部
- アコースティックギター部[6]
- 英語部[6]
- 演劇部[6]
- クリエイティ部[6]
- 茶華道部[6]
- 吹奏楽部[6]
- 美術部[6]
- 放送部[6]

## 著名な卒業生
- 川本雅之（政治家、第12代瀬戸市長）
- 青山美智子（著作家）
- 山本幸靖（政治家、山形県上山市長）
- 川島等（ラグビー選手、中部電力ラグビー部所属）
- 谷口知広（DA PUMPのメンバー）
- 磯村亮太（サッカー選手、V・ファーレン長崎所属）[7]
- 鎌田菜月（アイドル、SKE48チームEのメンバー）
- 大島健吾（陸上競技選手、2020年東京パラリンピック日本代表）
- 成瀬竣平（サッカー選手、名古屋グランパス所属）
- 陽介（Cellchromeのメンバー）
- 三浦知里（東インド古典舞踊家）